# Pachygnatha ruanda
Pachygnatha ruanda là một loài nhện trong họ Tetragnathidae.
Loài này thuộc chi Pachygnatha. Pachygnatha ruanda được Embrik Strand miêu tả năm 1913.